# Picumnus rufiventris
El Carpinterito Pechirrufo, Carpinterito Rojizo, Carpinterito Ventrirrufo, Picolete Pechirrufo o Carpinterito de Pecho Rufo (Picumnus rufiventris) es una especie de ave piciforme, perteneciente a la familia Picidae, subfamilia Picumninae, del género Picumnus.

## Subespecies
- Picumnus rufiventris brunneifrons (Stager, 1968)
- Picumnus rufiventris grandis (Carriker, 1930)
- Picumnus rufiventris rufiventris (Bonaparte, 1838)

## Localización
Es una especie de ave que se encuentra localizada en Bolivia, Brasil, Colombia, Ecuador y Perú.